# Câu lạc bộ Budapest
Câu lạc bộ Budapest là một tổ chức quốc tế được Ervin Laszlo thành lập năm 1993, để mở rộng hoạt động vượt ra ngoài mục đích chỉ chuyên về khoa học của "Nhóm nghiên cứu tiến hóa tổng quát" nhằm cố gắng huy động các nguồn tài nguyên văn hóa của nhân loại để đáp ứng những thách thức mà con người phải đối mặt.

## Lịch sử
Ý tưởng lập ra "Câu lạc bộ Budapest" đã nảy sinh trong cuộc trò chuyện giữa Aurelio Peccei, người đồng sáng lập và là chủ tịch đầu tiên của Câu lạc bộ Rome với Ervin Laszlo thành viên Câu lạc bộ Rome, và bây giờ là Chủ tịch Câu lạc bộ Budapest.  Câu lạc bộ Rome bao gồm những nhân vật có trình độ rất cao trong các lãnh vực khoa học, chính trị và kinh doanh, có ý định thiết lập một câu lạc bộ phụ để cân bằng tư duy hợp lý trong lĩnh vực này với các khía cạnh trực giác mà sức sáng tạo mang lại trong nghệ thuật, văn học, và tâm linh, lôi kéo một số người có trí tuệ rất nổi tiếng và rất sáng tạo..

## Nhiệm vụ của Câu lạc bộ
Laszlo nói về của Nhiệm vụ của Câu lạc bộ như sau: "Câu lạc bộ Budapest là một hiệp hội không chính thức của những người sáng tạo trong các lĩnh vực đa dạng của nghệ thuật, văn học, và các lĩnh vực tinh thần của văn hóa. Nó đưa ra đề xuất rằng chỉ bằng cách chính chúng ta phải tự thay đổi, thì chúng ta mới có thể thay đổi thế giới  -  và để thay đổi chính bản thân chúng ta thì chúng ta cần cái nhìn sâu sắc và nhận thức nghệ thuật, văn học, và các lĩnh vực của tinh thần tốt nhất có thể mang lại".
"Triết lý của Câu lạc bộ Budapest được dựa trên nhận thức rằng những thách thức to lớn mà nhân loại hiện đang phải đối mặt, chỉ có thể được khắc phục thông qua sự phát triển một ý thức văn hóa toàn cầu. Như Greenpeace đấu tranh cho vấn đề sinh thái, UNICEF đấu tranh cho trẻ em, và Ân xá quốc tế đấu tranh cho nhân quyền, Câu lạc bộ Budapest đại diện cho ý thức toàn cầu. Nhiệm vụ của nó là trở thành một chất xúc tác cho sự biến đổi thành một thế giới bền vững".

## Các thành viên danh dự
Oscar Arias, Mihaly Csikszentmihalyi, Tenzin Gyatso (Đạt-lại Lạt-ma thứ 14), Riane Eisler, Emma Bryan, Peter Gabriel, Vaclav Havel, Hazel Henderson, Hans Küng, Zubin Mehta, Mary Robinson, Mstislav Rostropovich, Desmond Tutu, Liv Ullman, Eli Wiesel, Betty Williams, công chúa Irene của Hà Lan.

## Các chi nhánh quốc gia
Câu lạc bộ Budapest hiện có các chi nhánh quốc gia ở Áo, Brasil, Canada, Trung Quốc, Pháp, Đức, Hawaii, Hungary, Ấn Độ, Ý, Nhật Bản, México, Samoa, Thụy Sĩ, Thổ Nhĩ Kỳ, Hoa Kỳ, và Venezuela.

## Giải thưởng của Câu lạc bộ Budapest
Từ năm 1996 tới năm 2004, Câu lạc bộ Budapest đã trao 2 giải thưởng sau:
- Giải Ý thức toàn cầu
- Thay đổi thế giới - Giải Thực hành tốt nhất (Change the World – Best Practice Prize)